# Pyrenaearia cotiellae
Pyrenaearia cotiellae es una especie de molusco gasterópodo de la familia Hygromiidae.

## Distribución geográfica
Es  endémica del macizo de Cotiella, en el Pirineo aragonés (España).  